# Jean Antoine Dours
Jean Antoine Dours (* 22. März 1824 in Bagnères de Bigorre; † 23. oder 29. Juli 1874 in Amiens) war ein französischer Entomologe, der sich auf Hymenoptera spezialisiert hatte.

## Leben
Jean Antoine Dours war der vierte von fünf Söhnen eines ehemaligen Armeeoffiziers. Er besuchte die Gymnasien in Pau und Laval. 1843 wurde er Chirurgieschüler am Militärkrankenhaus in Lille. 1845 wechselte er nach Paris, und im Folgejahr nach bestandener Aufnahmeprüfung wurde er Hilfschirurg in Algerien. Nach seiner Ankunft in Algerien begann er, die Pflanzenwelt zu erkunden. Er beobachtete zudem die Insekten, die sich auf den Pflanzen befanden.
1848 musste er nach Frankreich zurückkehren, weil er das algerische Klima nicht vertrug. Er arbeitete in Perpignan und Rennes, wo er 1849 das Diplom eines bachelier ès-sciences physiques erwarb. 1850 konnte er nach Algerien zurückkehren, wo er 1851 seine Dissertation verfasste. Anschließend, während eines einjährigen Einsatzes im entlegenen Pontéba, nahm er seine Naturstudien wieder auf. Durch seinen Bruder, seinerzeit Prinzipal des Kollegs in Saint-Sever, kam er in Kontakt mit dem Naturforscher Léon Dufour. Es entwickelte sich ein reger Austausch über Hymenoptera; Dours sandte regelmäßig Tiere zu Dufour.
1853 wurde Dours zum Hilfsmajor 2. Klasse ernannt und nach Péronne versetzt. 1854 wurde er auf eigenen Wunsch aus dem Militärdienst entlassen und heiratete. 1857 verzog er nach Amiens. 1870 nahm er als Arzt am Deutsch-Französischen Krieg teil und wurde in der Schlacht bei Dury verwundet.
Dours war Mitglied der Entomologischen Gesellschaft Frankreichs (1852), Botanischen Gesellschaft Frankreichs (1854), Entomologischen Gesellschaft der Schweiz (1866), Wissenschaftlichen Gesellschaft Südwestfrankreichs (1871) sowie der Linné-Gesellschaft von Nordfrankreich.

## Werk
Dours beschrieb zahlreiche Arten als erster, darunter Anthophora squammulosa (1869), Colletes collaris (1872), Nomada tridentirostris (1873) und Halictus gemmens.

## Auszeichnungen
- 1850: Ritter des Ordens von St. Grégoire le Grand

## Schriften
- Essai de topograhie médicale sur Daya, province d'Oran (Dissertation)
- Catalogue raisonné des hyménoptères du département de la Somme., Amiens: Mellifères 1861
- Monographie iconographique du genre Anthophora Latreille, Mémoires de la Societé Linnéene de Nord de la France, 2, Amiens 1869
- Hyménoptères nouveaux du bassin méditerranéen. Revue et Magasin de Zoologie (2)23, p. 293 -. 312, 349 - 359, 396 - 399, 418 - 434 (1872)
- Catalogue synonymique des Hyménoptères de France. Mémoires de la Societé Linnéene de Nord de la France (Amiens), 3, 1-230.(1873)